# Patricia Aspíllaga
Patricia Silvia Aspíllaga Menchaca (Cayaltí, Lambayeque, 1946-Lima, 9 de agosto de 2003), conocida como Patricia Aspíllaga, fue una actriz de cine y telenovelas peruana. Quedó parapléjica tras un accidente aéreo en el que murió su esposo, el millonario Arturo Ornelas.

## Biografía
Patricia Aspíllaga nació en la hacienda azucarera Cayaltí, Chiclayo, dentro de una familia de clase alta, hija de Gustavo Aspíllaga Anderson y María Luisa de Menchaca Blacker. Siendo muy joven, se mudó a Lima con su familia. Estudió en el exclusivo Colegio Villa María y, luego, contra la voluntad de su familia, se trasladó a París a estudiar Teatro en el Conservatorio Nacional de Arte Dramático y en el Théâtre de l'Odéon École. 
Después de su regreso de París, en 1966, protagonizó la película El embajador y yo, junto con Kiko Ledgard y Saby Kamalich, acompañando a Ledgard al estreno en el cine El Pacífico. Después de esto, para 1967, con la música de Armando Manzanero y junto con los mexicanos Mauricio Garcés, Gloria Marín y Antonio Badú, protagonizaría Bromas, S. A.. 
Ese mismo año, salió presentada en un especial de Panamericana Televisión titulado Me llamo Patricia, como antesala a Mentira sentimental, novela que protagonizaría Ricardo Blume. Participaría en las telenovelas Ayúdame tú, Todo por ella, junto con José Vilar, y en La condenada, con Fernando Larrañaga y Saby Kamalich. 
Se trasladó a México y trabajó en diferentes comedias y en 1969, con Mauricio Garcés, participaría en Modisto de señoras. Al año siguiente, protagonizaría, junto con Antonio Aguilar, Ernesto Gómez Cruz y Raúl «Chato» Padilla, Emiliano Zapata, película de Felipe Cazals, que le daría enorme popularidad en el país azteca. 
Regresaría al Perú traída por el broadcaster Genaro Delgado Parker, para participar en 1970, como Constanza, en la telenovela dirigida por Vlado Radovich y escrita por Alberto Migré, El adorable profesor Aldao, junto con Julio Alemán, como protagonista, Yola Polastri y Regina Alcóver. Radovich consideraba que el papel que representaría Aspíllaga cambiaría la trama por lo que renunció y fue reemplazado por Martín Clutet.
Después de terminar la novela, volvería a México, donde participaría en películas como Siete Evas para un Adán, con Rodolfo de Anda y Zulma Faiad, Río salvaje, de Arturo Martínez y otra vez junto con Julio Alemán, Sucedió en Jalisco, con Pedro Armendáriz Jr. o La bestia acorralada, junto con Claudio Brook.
En 1976, protagonizó De todos modos Juan te llamas dirigida por Marcela Fernández Violante compartiendo roles con Jorge Russek, Juan Ferrara y Rocío Brambila. Sería candidata a mejor actriz del Premio Ariel, distinción que ganaría Brambila, y Russek ganaría el premio a mejor actor, estando en competencia con Ferrara. El film también participaría en la categoría mejor película, pero finalmente, ganaría Actas de Marusia de Miguel Littin.
En 1978, grabaría en Hollywood The Children of Sanchez (Los hijos de Sánchez) de Hall Bartlett, junto con reconocidos actores como Anthony Quinn, Dolores del Río, Lucía Méndez, Katy Jurado y Lupita Ferrer. La película era la adaptación de la novela de Oscar Lewis y estaba basada en hechos reales. Sería nominada al Globo de Oro en fotografía y banda sonora y ganaría un premio Emmy por música.
En septiembre de 1977, se había casado en la Iglesia de San Pedro, Lima, con el millonario mexicano Arturo Ornelas, utilizando un vestido diseñado por Óscar de la Renta. Cuatro años después, en mayo de 1981, sufrió un accidente aéreo, junto con su esposo, en la hacienda La Providence, cerca de Monterrey en México. Arturo Ornelas falleció. Pese a que las brigadas de auxilio llegaron diez horas después, ella fue llevada a la Clínica de Especialidades del Instituto Mexicano en Monterrey. Su padre, quien inmediatamente viajó a México, decidió trasladarla al Methodist Hospital de Houston en Texas, ciudad que poseía un servicio de emergencia aérea, life flight. Partió del aeropuerto de Monterrey en un avión especial, pero en el vuelo se complicó y le colocaron un respirador artificial. Llegando al hospital entró en estado de coma y cuando despertó había quedado inválida y postrada a una silla de ruedas. 
Curiosamente ese mismo mes, Kiko Ledgard, actor peruano con el que había trabajado, cayó del segundo piso del Country Club de Lima, sufriendo un traumatismo encéfalo craneano y siendo llevado a la Clínica Anglo Americana.
Falleció el 9 de agosto del 2003 en Lima de insuficiencia renal.

## Filmografía
- El norteño enamorado (1979)
- The Children of Sanchez (1978)
- Carroña (1978)
- Dinastía de la muerte (1977)
- El viaje (1977)
- De todos modos Juan te llamas (1976)
- La ley del monte (1976)
- El niño y la estrella (1976)
- ...Y la mujer hizo al hombre (1975)
- El pequeño Robin Hood (1975)
- Acapulco 12-22 (1975)
- La bestia acorralada (1974)
- El principio (1973)
- ¡Quiero vivir mi vida! (1973)
- El encuentro de un hombre solo (1973)
- Jory (1973)
- El derecho de los pobres (1973)
- El vals sin fin (1972)
- El ausente (1972)
- Sucedió en Jalisco (1972)
- Dos mujeres y un hombre (1971)
- Río salvaje (1971)
- Siete Evas para un Adán (1971)
- El adorable profesor Aldao (1971)
- Emiliano Zapata (1970)
- Modisto de señoras (1969)
- Ayúdame tú (1969)
- Mentira sentimental (1969)
- Quiérela y olvídala (1969)
- Si no fueras tú (1969)
- Te ayudaré siempre (1969)
- Cigarillos Country Club (1968)
- Bromas, S. A. (1967)
- La condenada (1967)
- Todo por ella (1967)
- El embajador y yo (1966)